# Пливање на Летњим олимпијским играма 2016 — штафета 4 × 200 метара слободно за жене
Пливачке трке у дисциплини штафета 4×200 метара слободно за жене на Летњим олимпијским играма 2016. одржане су petog дана пливачких такмичења 10. августа на Олимпијском базену у Рио де Жанеиру. 
Учестовало је укупно 16 штафета, а само такмичење се одвијало у два дела. Квалификације су одржане у подневном делу програма, док је финале одржано у вечерњем делу програма истог дана. 
Златну медаљу освојила је штафета Сједињених Америчких Држава у саставу Шмит, Смит, Дирадо и Ледеки (у квалификацијама пливале још и Френклин, Маргалис и Ранги) са временом финала од 7:43.03 минута. Сребрна медаља припала је штафети Аустралије која је у финалу пливала у саставу Нил, Макион, Б. Барат и Т. Кук (са временом од 7:44.87 минута, док је бронзу освојила штафета Канаде чије такмичарке су трку испливале у времену новог националног рекорда 7:45.39 минута. За Канађанке су у финалу пливале Савард, Рак, Маклин и Олексијак.

## Освајачи медаља
|                                                                                             | Резултат                                |                                                           | Резултат                                |                                                                                    | Резултат                                |
|                                                                                             |                                         |                                                           |                                         |                                                                                    |                                         |
| САД                                                                                         | 7:43.03                                 | Аустралија                                                | 7:44.87                                 | Канада                                                                             | 7:45.39                                 |
|                                                                                             |                                         |                                                           |                                         |                                                                                    |                                         |
| Алисон Шмит Лија Смит Маја Дирадо Кејти Ледеки Миси Френклин* Мелани Маргалис* Сијера Ранги | (1:56.21) (1:56.69) (1:56.39) (1:53.74) | Лија Нил Ема Макион Бронти Барат Тамсин Кук Џесика Ашвуд* | (1:57.95) (1:54.64) (1:55.81) (1:56.47) | Кетрин Савард Тејлор Рак Британи Маклин Пени Олексијак Емили Оверхолт* Кенеди Гос* | (1:57.91) (1:56.18) (1:56.36) (1:54.94) |

## Рекорди
Уочи почетка трка у овој дисциплини важили су следећи светски и олимпијски рекорди:
| Светски рекорд    | Кина · Јанг Ју · Џу Ћенвеј · Љу Ђинг · Панг Ђајинг               | 7:42.08 | Рим, Италија     | 30. јул 2009.   |
| Олимпијски рекорд | САД · Миси Френклин · Дејна Волмер · Шенон Вриланд · Алисон Шмит | 7:42.92 | Лондон, Енглеска | 1. август 2012. |

## Квалификације
У квалификацијама је учестовало 16 штафета, пливало се у две квалификационе групе, а пласман у финале остварило је 8 штафета са најбољим временима квалификација. 
| Плас. | Трка | Стаза | Држава                    | Пливачице | Време   | Нап. |
| ----- | ---- | ----- | ------------------------- | --- | ------- | ---- |
| 1.    | 2    | 4     | Сједињене Америчке Државе | Алисон Шмит (1:55.95) Миси Френклин (1:57.03) Мелани Маргалис (1:57.04) Сијера Ранги (1:57.75)                | 7:47.77 | КВ   |
| 2.    | 1    | 3     | Аустралија                | Лија Нил (1:57.06) Бронти Барат (1:56.85) Тамсин Кук (1:57.35) Џесика Ашвуд (1:57.98)                         | 7:49.24 | КВ   |
| 3.    | 2    | 5     | Кина                      | Ај Јенхан (1:57.20) Џанг Јухан (1:56.38) Дунг Ђе (1:57.45) Ванг Шиђа (1:58.55)                                | 7:49.58 | КВ   |
| 4.    | 1    | 2     | Русија                    | Викторија Андрејева (1:57.82) Арина Опењишева (1:57.67) Дарија Мулакајева (1:57.85) Вероника Попова (1:57.18) | 7:50.52 | КВ   |
| 5.    | 2    | 8     | Мађарска                  | Евелин Верасто (1:58.81) Ајна Кешељ (1:58.93) Богларка Капаш (1:57.77) Катинка Хосу (1:55.66)                 | 7:51.17 | КВ   |
| 6.    | 1    | 7     | Канада                    | Кетрин Савард (1:57.96) Тејлор Рак (1:56.25) Емили Оверхолт (1:58.29) Кенеди Гос (1:59.49)                    | 7:51.99 | КВ   |
| 7.    | 1    | 6     | Јапан                     | Чихиро Игараши (1:57.18) НР Рикако Ике (1:57.71) Томоми Аоки (1:57.39) Сачи Мочида (2:00.22)                  | 7:52.50 | КВ   |
| 8.    | 1    | 5     | Шведска                   | Луис Хансон (2:00.07) Мишел Колеман (1:56.93) Ида Марко Варга (1:59.27) Сара Шестрем (1:57.16)                | 7:53.43 | КВ   |
| 9.    | 2    | 3     | Уједињено Краљевство      | Шивон-Мари О'Конор (1:57.47) Џорџија Коутс (1:58.59) Хана Мајли (1:58.66) Камила Хедерслеј (1:59.45)          | 7:54.17 |      |
| 10.   | 2    | 2     | Француска                 | Корали Балми (1:57.38) Кло Аш (2:01.52) Шарлот Боне (1:58.15) Марго Фабр (1:58.50)                            | 7:55.55 |      |
| 11.   | 2    | 7     | Бразил                    | Мануела Лирио (1:58.39) Жесика Каваљеиро (1:59.05) Габријеле Ронкато (2:00.09) Лариса Оливеира (1:58.15)      | 7:55.68 | РЈА  |
| 12.   | 2    | 1     | Немачка                   | Аника Брун (1:59.28) Леони Кулман (1:59.04) Паулина Шмидел (2:01.24) Сара Колер (1:57.18)                     | 7:56.74 |      |
| 13.   | 1    | 4     | Италија                   | Аличе Мицо (1:59.74) Мартина де Меме (2:00.54) Кјара Мазини Лучети (2:00.98) Федерика Пелегрини (1:56.48)     | 7:57.74 |      |
| 14.   | 1    | 1     | Холандија                 | Марит Стенберген (2:00.80) Есме Вермелен (1:59.07) Андреа Кнеперс (1:59.86) Робин Неман (1:59.01)             | 7:58.74 |      |
| 15.   | 1    | 8     | Словенија                 | Јања Шегел (1:59.81) Ања Клинар (2:00.74) Тјаша Пинтар (1:59.25) Тјаша Одер (1:48.69)                         | 8:02.22 |      |
| 16.   | 2    | 6     | Шпанија                   | Меланија Коста Шмид (2:00.02) Патрисија Кастро (1:59.91) Фатима Гаљардо (2:00.02) Африка Заморано (2:03.79)   | 8:03.74 |      |

== Финале 
| Плас. | Стаза | Држава                    | Пливачице                                                                                                   | Време   | Нап. |
| ----- | ----- | ------------------------- | --- | ------- | ---- |
|       | 5     | Сједињене Америчке Државе | Алисон Шмит (1:56.21) Лија Смит (1:56.69) Маја Дирадо (1:56.39) Кејти Ледеки (1:53.74)                      | 7:43.03 |      |
|       | 4     | Аустралија                | Лија Нил (1:57.95) Ема Макион (1:54.64) Бронти Барат (1:55.81) Тамсин Кук (1:56.47)                         | 7:44.87 |      |
|       | 7     | Канада                    | Кетрин Савард (1:57.91) Тејлор Рак (1:56.18) Британи Маклин (1:56.36) Пени Олексијак (1:54.94)              | 7:45.39 | НР   |
| 4.    | 2     | Кина                      | Шен Дуо (1:56.30) Ај Јенхан (1:57.79) Дунг Ђе (1:57.15) Џанг Јухан (1:56.72)                                | 7:47.96 |      |
| 5.    | 3     | Шведска                   | Мишел Колеман (1:56.20) Ида Марко Варга (1:59.46) Сара Шестрем (1:54.88) Луис Хансон (1:59.72)              | 7:50.26 |      |
| 6.    | 8     | Мађарска                  | Жужана Јакабош (1:58.90) Ајна Кешељ (1:58.74) Богларка Капаш (1:57.65) Катинка Хосу (1:55.74)               | 7:51.03 |      |
| 7.    | 6     | Русија                    | Вероника Попова (1:57.52) Викторија Андрејева (1:58.10) Дарија Устинова (1:59.54) Арина Опењишева (1:58.10) | 7:53.26 |      |
| 8.    | 1     | Јапан                     | Чихиро Игараши (1:57.85) Сачи Мочида (2:02.00) Томоми Аоки (1:58.66) Рикако Ике (1:58.25)                   | 7:56.76 |      |